# Olipara sterope
Olipara sterope är en insektsart som först beskrevs av Rauno E. Linnavuori 1973.  Olipara sterope ingår i släktet Olipara och familjen kilstritar. Inga underarter finns listade i Catalogue of Life.